# Transfiguración de Jesús en el arte cristiano

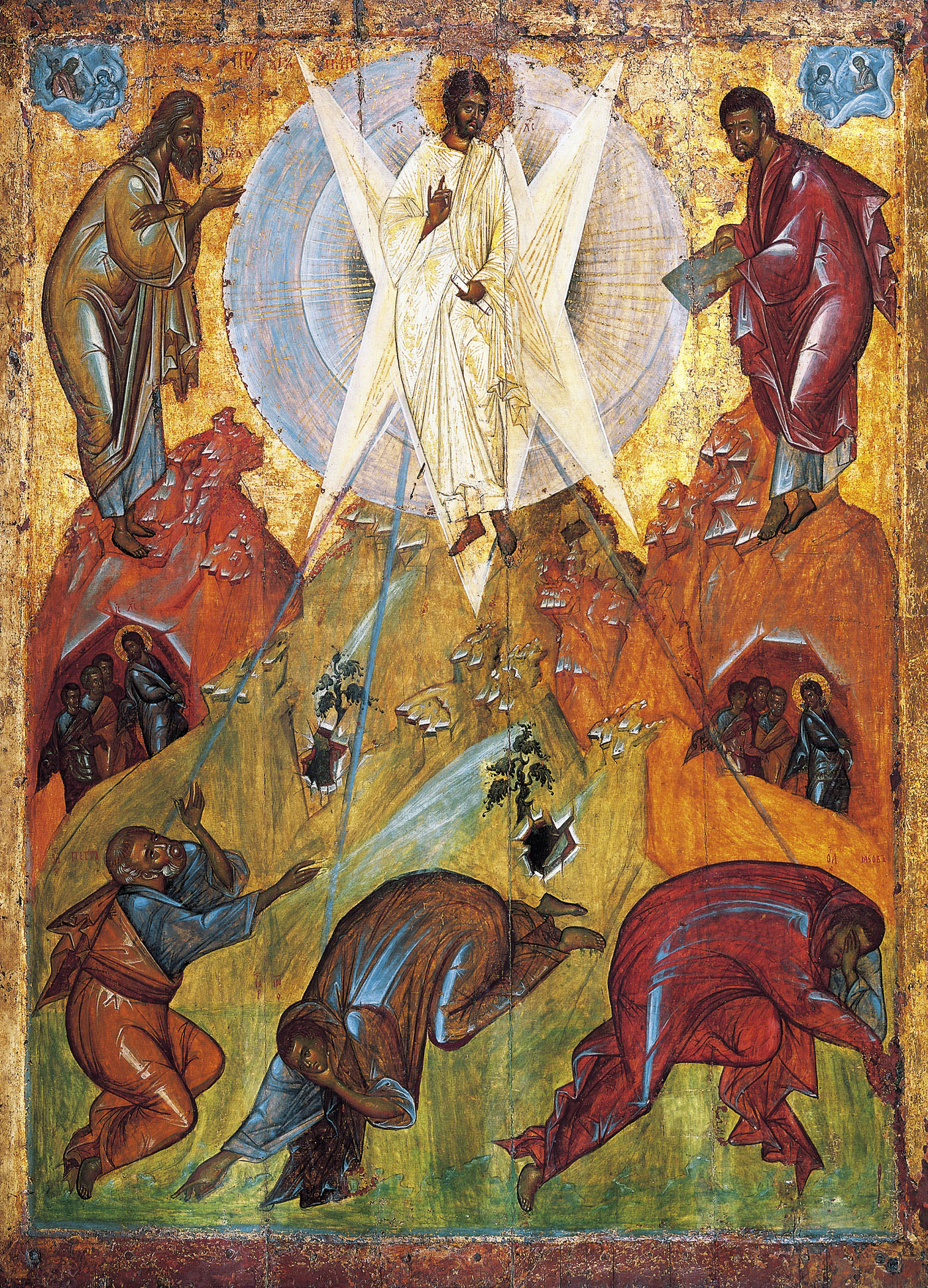
Icono de la Transfiguración de Teófanes el Griego, siglo XV

La Transfiguración de Jesús ha sido un tema importante en el arte cristiano, sobre todo en la Iglesia oriental, algunos de cuyos iconos más llamativos muestran la escena.
La Fiesta de la Transfiguración se celebra en la Iglesia oriental desde al menos el siglo VI y es una de las «Doce Grandes Fiestas» del cristianismo ortodoxo, por lo que está ampliamente representada, por ejemplo en la mayoría de los iconostasios Ortodoxos Rusos. En la iglesia occidental la fiesta es menos importante, y no se celebró universalmente, o en una fecha consistente, hasta 1475, supuestamente influenciada por la llegada a Roma, el 6 de agosto de 1456, de la importante noticia de la ruptura del Sitio de Belgrado otomano, lo que ayudó a que fuera promovida a fiesta universal, pero de segundo grado. La mayoría de las representaciones occidentales notables provienen de los siguientes cincuenta años después de 1475, alcanzando un pico en la pintura italiana en la década de 1510. 
El tema no suele aparecer en los ciclos occidentales de la Vida de Cristo, excepto en los más completos, como La Maestà de Duccio, y puede decirse que la iconografía occidental ha tenido dificultades para encontrar una composición satisfactoria que no se limite a seguir la composición oriental, supremamente dramática y segura, que a la manera ortodoxa ha permanecido poco cambiada a lo largo de los siglos.

## Iconografía

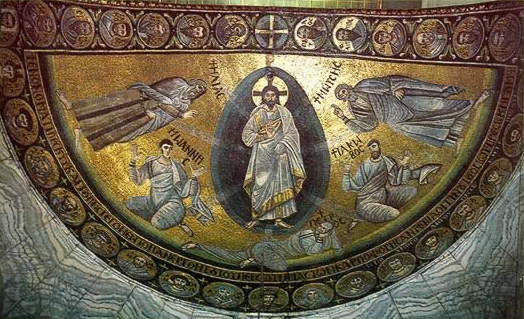
Mosaico del ábside de la Transfiguración del monasterio de Santa Catalina, Sinaí, 565-66, la primera versión de la iconografía oriental que ha llegado hasta nuestros días.

La versión más antigua que se conoce de la representación estándar se encuentra en un mosaico del ábside del  Monasterio de Santa Catalina en el Monte Sinaí en Egipto, que data del período de Justiniano I (y probablemente fue encargado por él), donde el tema tenía una asociación especial con el sitio, debido al encuentro de Cristo y Moisés, "el 'héroe de culto' del Monte Sinaí".  Este rarísimo superviviente del arte bizantino anterior a la iconoclasia bizantina muestra a un Cristo de pie en una mandorla con un halo cruciforme, flanqueado por las figuras de pie de Moisés a la izquierda con una larga barba, y Elías a la derecha.  Debajo de ellos están los tres discípulos nombrados como presentes en los Evangelios sinópticos: Los santos san Pedro  Santiago y Juan el evangelista
Los relatos evangélicos (Matthew 17:1-9, Mark 9:2-8, Luke 9:28-36) describen a los discípulos como "muy asustados", pero también como inicialmente "pesados por el sueño", y despertando para ver a Jesús hablando con Moisés y Elías y emitiendo una luz brillante.  Los discípulos suelen aparecer en una mezcla de poses postradas, arrodilladas o tambaleantes, que son dramáticas y ambiciosas para los estándares medievales y dan a la escena gran parte de su impacto.  A veces todos aparecen despiertos, lo que es normal en Oriente, pero en las representaciones occidentales a veces algunos o incluso todos aparecen dormidos; cuando los rostros están ocultos, como ocurre a menudo, no siempre es posible saber cuál es la intención. Los métodos para representar la luz brillante emitida por Jesús varían, incluyendo mandorlas, rayos emanados y dándole una cara dorada, como en el Salterio de Ingeborg. En Oriente, la voz de Dios también puede representarse mediante una luz que fluye desde arriba sobre Cristo, mientras que en Occidente, como en otras escenas en las que se oye la voz, la Mano de Dios la representa más a menudo en las primeras escenas.
La imagen del Sinaí es reconociblemente la misma escena que se encuentra en los iconos ortodoxos modernos, con algunas diferencias: sólo Cristo tiene un halo, lo que sigue siendo típico en esta fecha, y el fondo dorado liso elimina la cuestión de la representación del entorno montañoso que iba a causar dificultades a los artistas occidentales posteriores.  La forma del espacio del ábside sitúa a los profetas y a los discípulos en la misma línea de tierra, aunque se distinguen fácilmente por sus diferentes posturas.  Pero hay otras imágenes tempranas que son menos reconocibles, y cuya identidad es discutida; este es especialmente el caso cuando se omiten los discípulos en las representaciones pequeñas; el Cofre de Brescia del siglo IV en marfil y una escena en las puertas de madera del siglo V de la Basílica de Santa Sabina en Roma pueden mostrar la Transfiguración con sólo tres figuras, pero, como muchas representaciones pequeñas tempranas de milagros de Cristo, es difícil decir cuál es el tema.
.

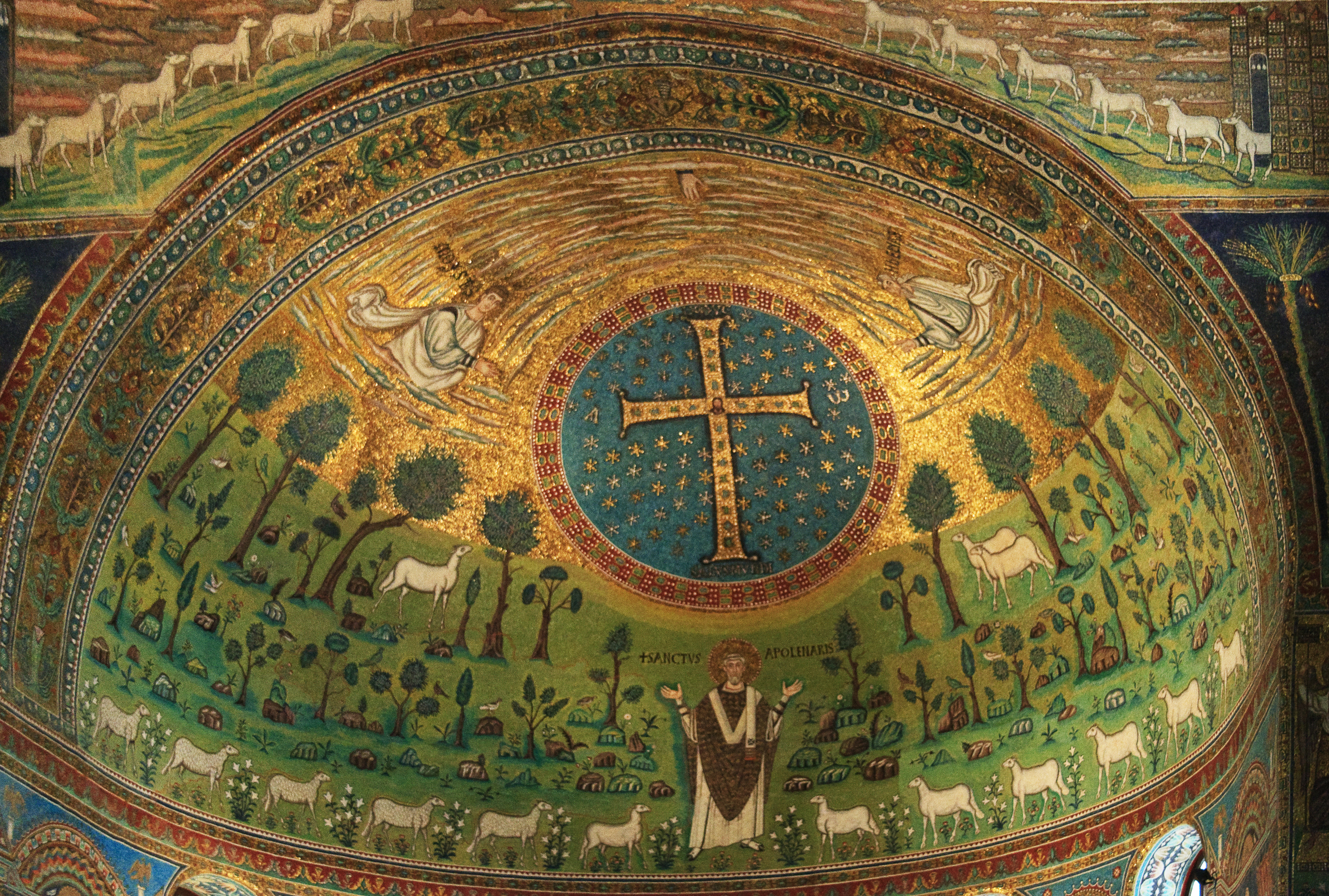
Una representación más simbólica en la Basílica de San Apolinar en Classe en Ravena, 533-549, donde los corderos representan a los apóstoles

Un enfoque diferente, simbólico, es el del mosaico del ábside de la Basílica de San Apolinar en Classe en Rávena, también de mediados del siglo VI, donde las figuras de medio cuerpo de Moisés (sin barba) y Elías emergen de pequeñas nubes a ambos lados de una gran cruz enjoyada con una Mano de Dios encima. Esta escena ocupa el "cielo" sobre una figura de pie de San Apolinar (del que se dice que fue discípulo de San Pedro) en un jardín paradisíaco, que está flanqueado por una procesión en forma de friso de doce corderos, que representan a los Doce Apóstoles.  Otros tres corderos se sitúan más arriba, cerca del horizonte del jardín, y miran hacia la cruz enjoyada; representan a los tres apóstoles que fueron testigos de la Transfiguración.
En las representaciones más verticales del tipo estándar, la escena se resolvía en dos zonas de tres figuras: por encima de Cristo y los profetas, y por debajo de los discípulos.  La superior era majestuosa, estática y tranquila, mientras que en la zona inferior los discípulos se desperezan y se retuercen, dormidos o aterrorizados. En las representaciones orientales, cada profeta suele estar tan seguro como una cabra montesa en su propia pequeña cima dentada; Cristo puede ocupar otra, o más a menudo flotar en el aire vacío entre ellos.  A veces los tres flotan, o se sitúan sobre una banda de nubes. Las representaciones occidentales muestran una gama similar, pero a finales de la Edad Media, a medida que los artistas occidentales buscaban más realismo en sus fondos, el escenario de la montaña se convirtió en un problema para ellos, lo que a veces llevó a que la zona superior se colocara en un pequeño montículo o afloramiento a unos pocos pies más alto que los apóstoles, y el conjunto se situara en un valle italiano. Dos composiciones de Giovanni Bellini,  una en Nápoles y la otra  en el Museo Correr de Venecia ilustran el resultado poco satisfactorio.

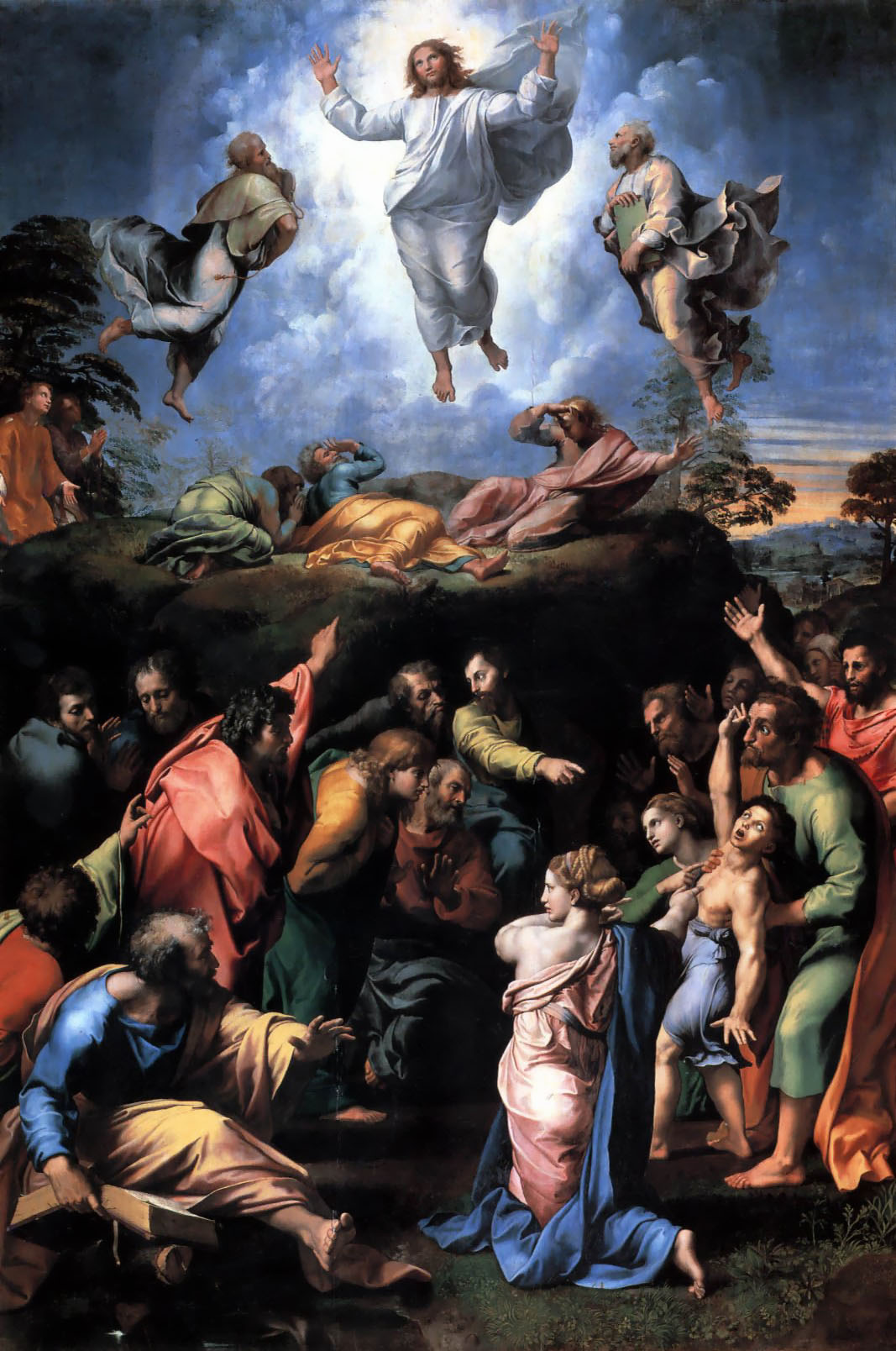
Transfiguración por Rafael (1518–1520)

Una solución fue hacer que Cristo y los profetas flotaran muy por encima del suelo, lo que se ve en algunas representaciones medievales y fue popular en el Renacimiento y posteriormente, adoptado por artistas como Perugino y su alumno  Rafael, cuyo Transfiguración en los Museos Vaticanos, su último cuadro, es sin duda la pintura occidental más importante del tema, aunque muy pocos artistas le siguieron en la combinación de la escena con el siguiente episodio de Mateo, en el que un padre lleva a su hijo epiléptico para que se cure.  Se trata de "la primera representación monumental de la Transfiguración de Cristo que se libera por completo del contexto iconográfico tradicional", aunque puede decirse que conserva y reinventa el contraste tradicional entre una zona superior mística y quieta y una ráfaga de actividad muy humana abajo.  El Cristo flotante recordaba inevitablemente la composición de las representaciones de su Resurrección y Ascensión, una asociación que Rafael y los artistas posteriores se complacen en explotar para conseguir un efecto.
La llamada Dalmática de Carlomagno en el Vaticano, en realidad una vestimenta bizantina bordada del siglo XIV o XV, es una de las numerosas representaciones que incluyen las escenas secundarias de Cristo y sus discípulos subiendo y bajando la montaña, que también aparecen en el famoso icono de Teófanes el Griego.

## Interpretación
La mayoría de los comentaristas occidentales de la Edad Media consideraban la Transfiguración como un anticipo del cuerpo glorificado de Cristo tras su Resurrección. En épocas anteriores, todo monje ortodoxo que se dedicaba a la pintura de iconos tenía que empezar su oficio pintando el icono de la Transfiguración, la creencia subyacente era que este icono no está pintado tanto con colores, sino con la luz del Tabor y tenía que entrenar sus ojos para ello.
En muchos iconos orientales se puede utilizar una mandorla de luz azul y blanca. No todos los iconos de Cristo tienen mandorlas y suelen utilizarse cuando se representa algún avance especial de la luz divina. La mandorla representa así la "Luz increada" que en los iconos de la transfiguración brilla sobre los tres discípulos. Durante la Fiesta de la Transfiguración los ortodoxos cantan un tropario que afirma que los discípulos "contemplaron la Luz hasta donde fueron capaces de verla" significando los diferentes niveles de su progreso espiritual. A veces se superpone una estrella a la mandorla. La mandorla representa la "nube luminosa" y es otro símbolo de la Luz. La nube luminosa, signo del Espíritu Santo bajó a la montaña en el momento de la Transfiguración y también cubrió a Cristo.
La iconografía bizantina de la Transfiguración enfatizaba la luz y la manifestación de la gloria de Dios. La introducción de la mandorla de la Transfiguración pretendía transmitir la luminiscencia de la gloria divina. La mandorla de la Transfiguración más antigua que existe se encuentra en el Monasterio de Santa Catalina y data del siglo VI, aunque dichas mandorlas pueden haberse representado incluso antes. Los Evangelios de Rábula también muestran una mandorla en su Transfiguración a finales del siglo VI. Estos dos tipos de mandorlas se convirtieron en las dos representaciones estándar hasta el siglo XIV.
Los Padres bizantinos a menudo recurren a metáforas muy visuales en sus escritos, lo que indica que pueden haber sido influenciados por la iconografía establecida. Los extensos escritos de Máximo el Confesor pueden haber sido moldeados por sus contemplaciones en el katholikon del Monasterio de Santa Catalina - no es un caso único de una idea teológica que aparece en los iconos mucho antes de aparecer en los escritos. Entre los siglos VI y IX la iconografía de la transfiguración en Oriente influyó en la iconografía de la Resurrección, representando a veces varias figuras de pie junto a un Cristo glorificado.

## Cuadros con artículos
- Transfiguración (Bellini, Venecia), década de 1450
- La transfiguración (Bellini, Nápoles), c. 1480
- Transfiguración (Lotto), 1510-1512
- El Cristo Transfigurado, 1513, Andrea Previtali
- Retablo de la Transfiguración (Perugino), 1517
- Transfiguración (Pordenone), c. 1515-16
- La transfiguración (Rafael), 1515-20
- Transfiguración (Savoldo), c. 1530
- Transfiguración (Rubens), 1604-05

## Galería de arte

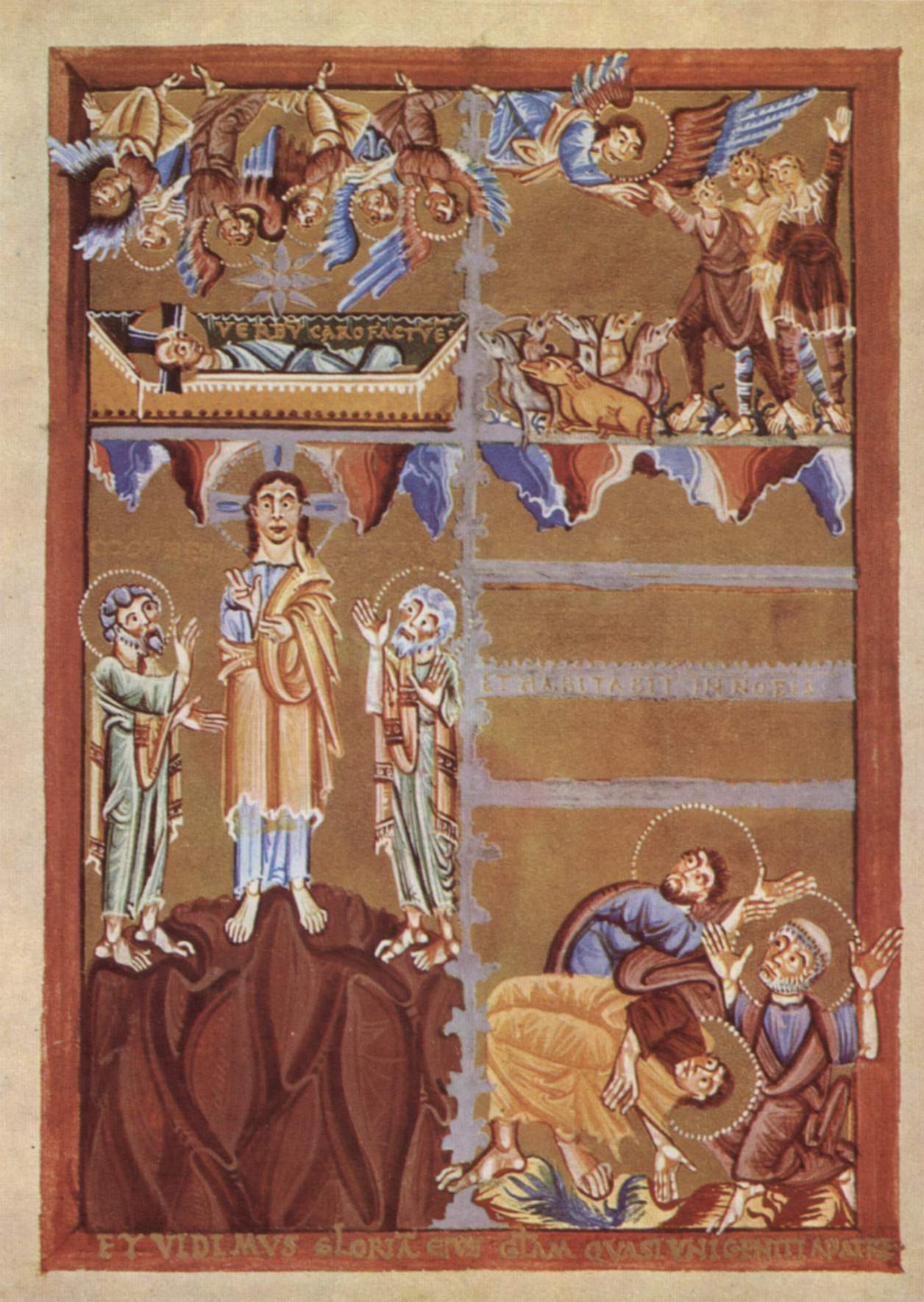
Natividad arriba y Transfiguración abajo, 1025-1050, Colonia
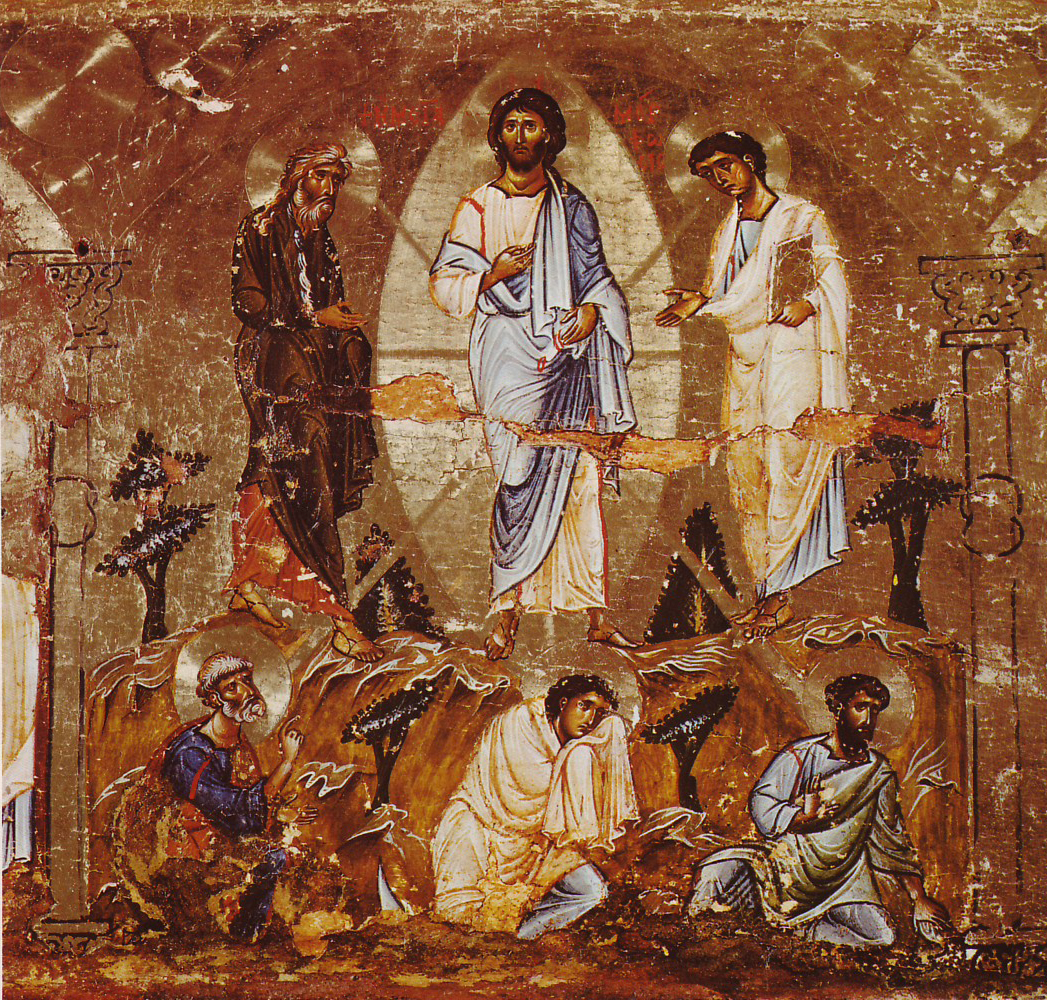
Monasterio de Santa Catalina , siglo XII
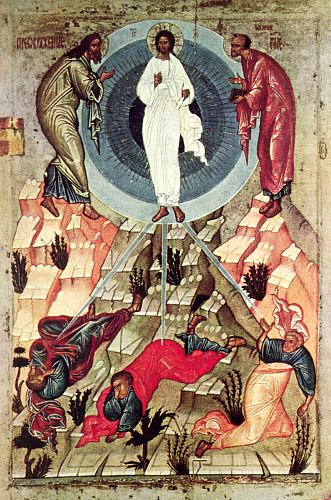
Escuela de Novgorod , siglo XV.
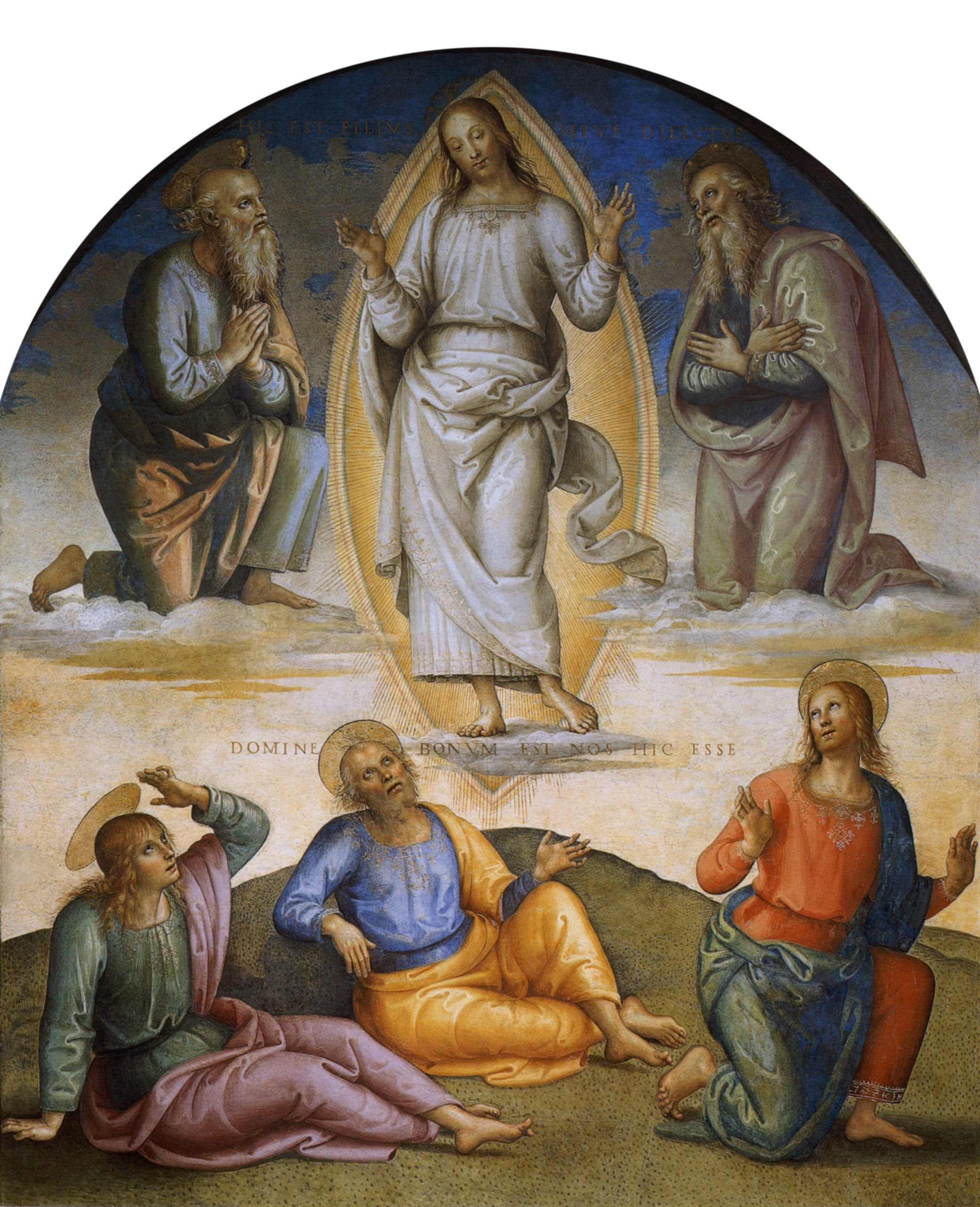
Pietro Perugino, c. 1500
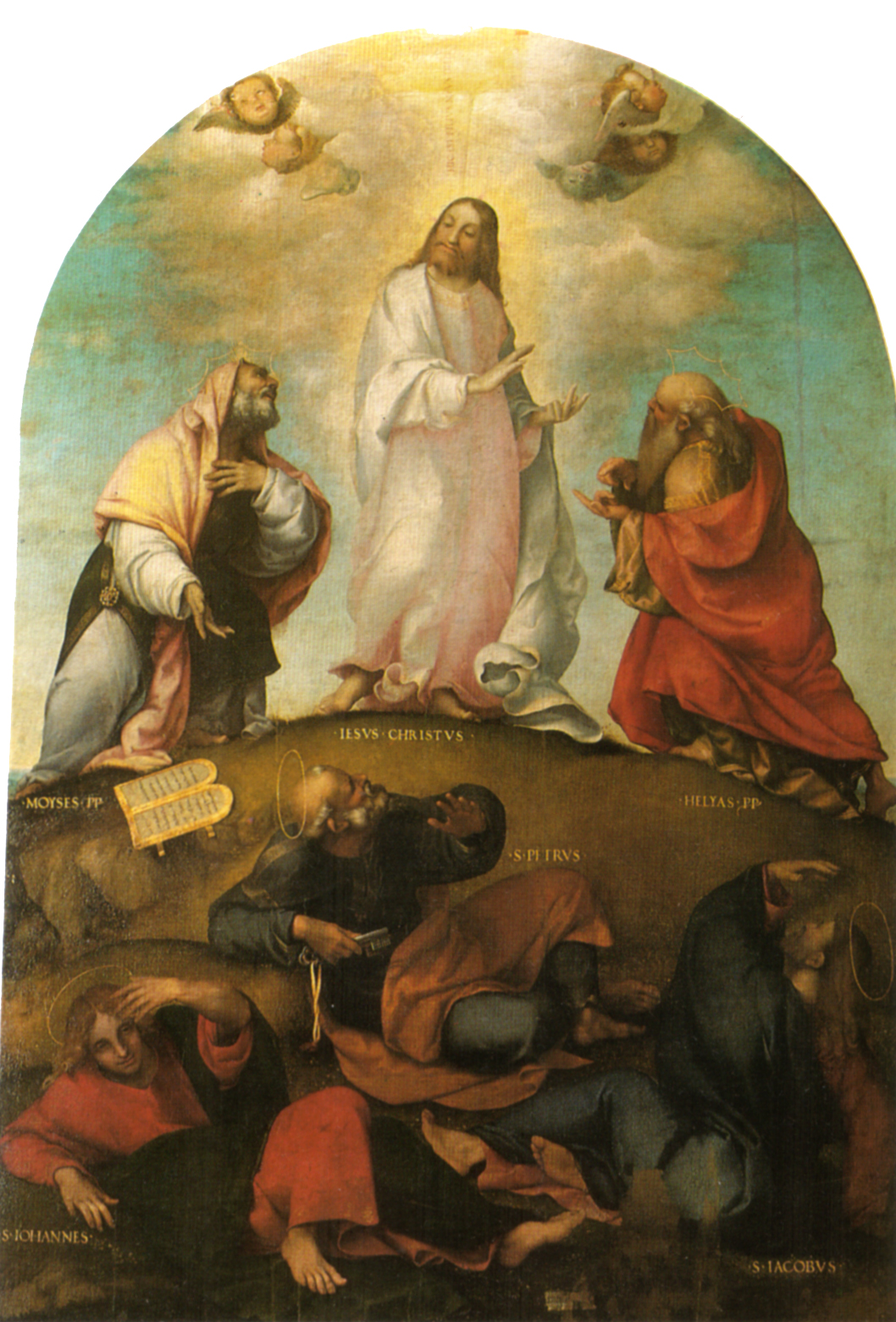
Lorenzo Lotto, 1510-1512]]
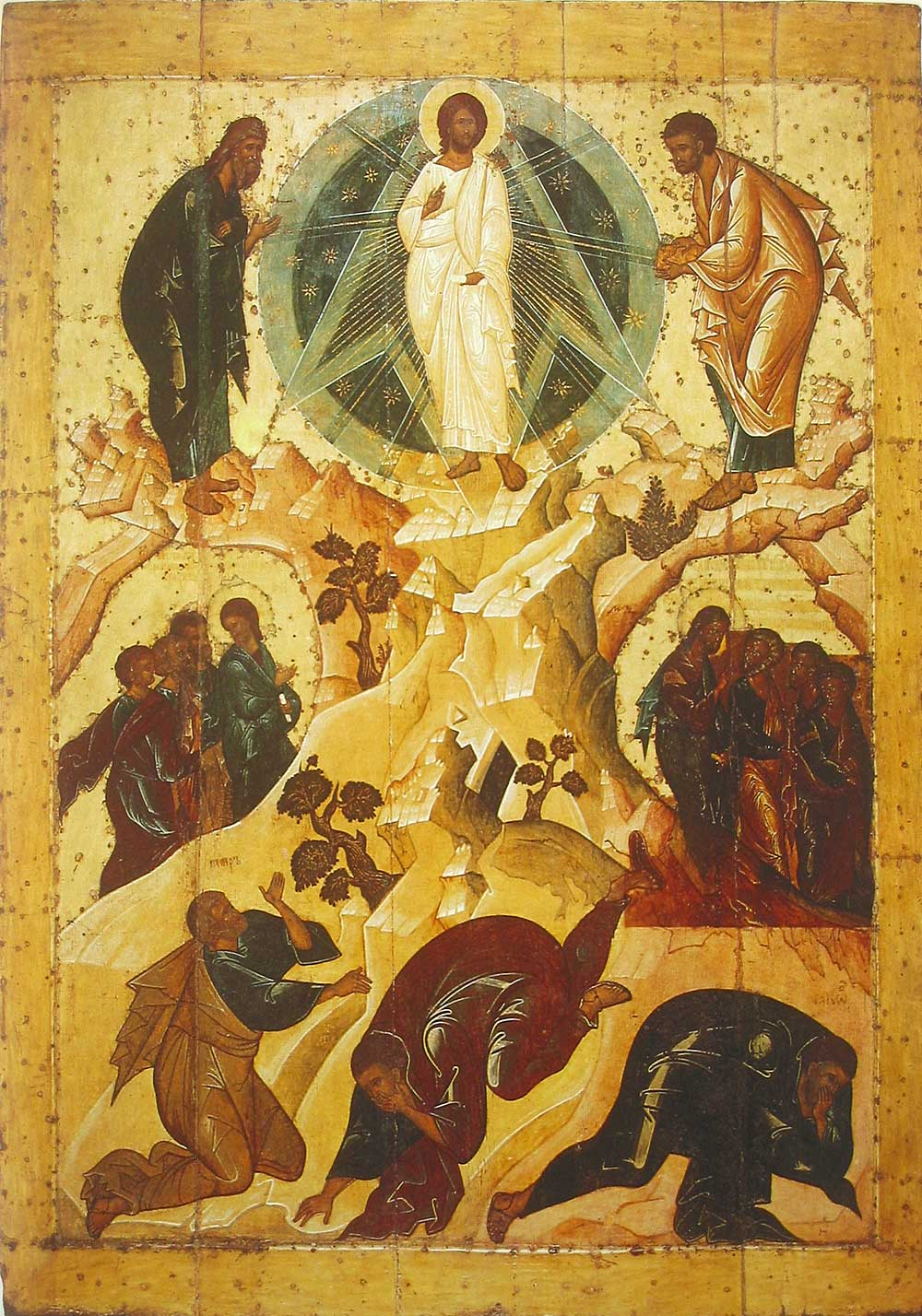
Icono en Yaroslavl , Rusia, 1516
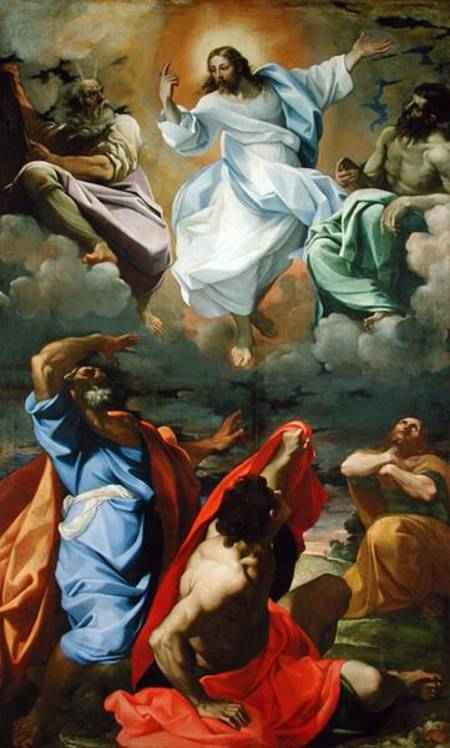
Lodovico Carracci, 1594
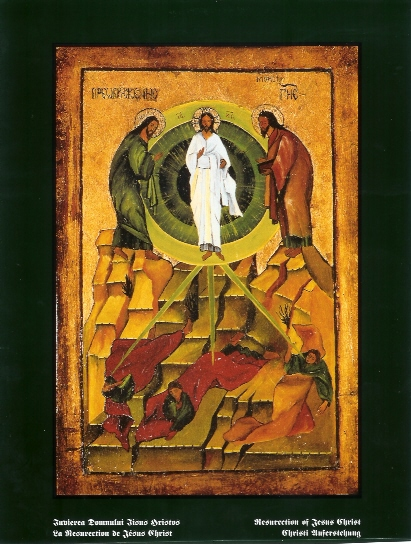
Ícono del siglo XVII, Bucarest